# Mr. Blue Sky (Lucas Hamming)
Mr. Blue Sky is een nummer van de Nederlandse singer-songwriter Lucas Hamming uit 2021. Het is de tweede single van zijn derde studioalbum Postponed.
De plaat moet vanwege de titel niet verward worden met het gelijknamige nummer van Electric Light Orchestra. "Ik heb een beetje getwijfeld of ik de plaat wel zo moest noemen. Maar ook weer niet, want het gaat heel ergens anders over", aldus Hamming. "Mr. Blue Sky" bereikte de Nederlandse Top 40 of Tipparade niet, maar wist wel de 9e positie te bereiken in de Verrukkelijke 15 van NPO Radio 2.